# Colobothea chemsaki
Colobothea chemsaki är en skalbaggsart som beskrevs av Giesbert 1979. Colobothea chemsaki ingår i släktet Colobothea och familjen långhorningar.
Artens utbredningsområde är:
- Costa Rica.
- Honduras.

Inga underarter finns listade i Catalogue of Life.